# Strikeforce: Rousey vs. Kaufman
Strikeforce: Rousey vs. Kaufman foi um evento de artes marciais mistas promovido pelo Strikeforce, ocorrido em 18 de agosto de 2012 no Valley View Casino em San Diego, California. O evento foi ao ar na Showtime e Showtime Extreme.

## Background
O evento principal contou com a luta pelo Cinturão Peso Galo Feminino do Strikeforce entre a nova campeã Ronda Rousey e a ex-campeã Sarah Kaufman.. O card ao todo contou com nove lutas de artes marciais mistas. A pesagem oficial, em 17 de Agosto, estava aberta aos fãs, como reportado pelo MMAjunkie.
Rousey apraceu no Conan e no "All Access: Ronda Rousey" da Showtime para promover ela mesma e sua próxima luta. Ela também apareceu na capa da Body Issue da ESPN. Rousey elevou o hype na conferência oficial de pré-luta quando ela disse "se eu pegá-la (Kaufman) em um estrangulamento eu irei segurar até que ela esteja realmente morta..." 
Com a cancelação dos dois eventos seguintes do Strikeforce, e o último card contando apenas com lutas masculinas, esse foi o último card do Strikeforce a contar com lutadoras femininas.
Já que ele ficou ausente do último evento do Strikeforce por problemas com a família, esse foi o último card do Strikeforce a contar com Mauro Ranallo comentando na transmissão.

## Resultados
^ a: Pelo Cinturão Peso Galo Feminino do Strikeforce.

## Ligações Externas
1. ↑  a[›]